# Teresita Castillo
Teresita Castillo, connue sous le nom de Sœur Teresing (4 juillet 1927-16 novembre 2016) est une laïque philippine, qui fut une novice carmélite. Elle est connue pour avoir rapporté être le témoin des apparitions de la Vierge Marie à Lipa (Philippines) en 1948.
Ces apparitions ont fait l'objet de controverses. Un premier rapport d'enquête en 1951 a été signé par 6 évêques catholiques et a déclaré les apparitions de Lipa comme « non surnaturelles ». Cependant, un évêque s'est ensuite rétracté sur son lit de mort et une nouvelle enquête a été ouverte en 1991. L'Église catholique donne son approbation, le 12 septembre 2015, par un décret de Mgr Ramón Cabrera Argüelles (en), archevêque de Lipa (en). Le sanctuaire construit près du lieu des apparitions est l'un des plus fréquentés des Philippines.
Le 31 mai 2016, la Congrégation pour la doctrine de la foi publie un décret rejetant la reconnaissance officielle des apparitions et annulant toutes les décisions précédentes.
Teresita décède le 16 novembre 2016 à Lipa, âgée de 89 ans.

## Biographie

### Enfance
Teresita Castillo est née le 4 juillet 1927, dans une famille instruite et religieuse. Elle est la dernière d'une fratrie de sept enfants. Son père, Modesto Castillo, juge de profession, a été le gouverneur de la province de Batangas de 1922 à 1930.
Âgée de 21 ans, l'appel à la vie religieuse la pousse à entrer au Carmel de Lipa, contre l'avis de ses parents, qui s'opposent à ce qu'elle devienne religieuse. Malgré les menaces de sa famille, Teresita reste au Carmel.

### Apparitions de Notre-Dame de Lipa

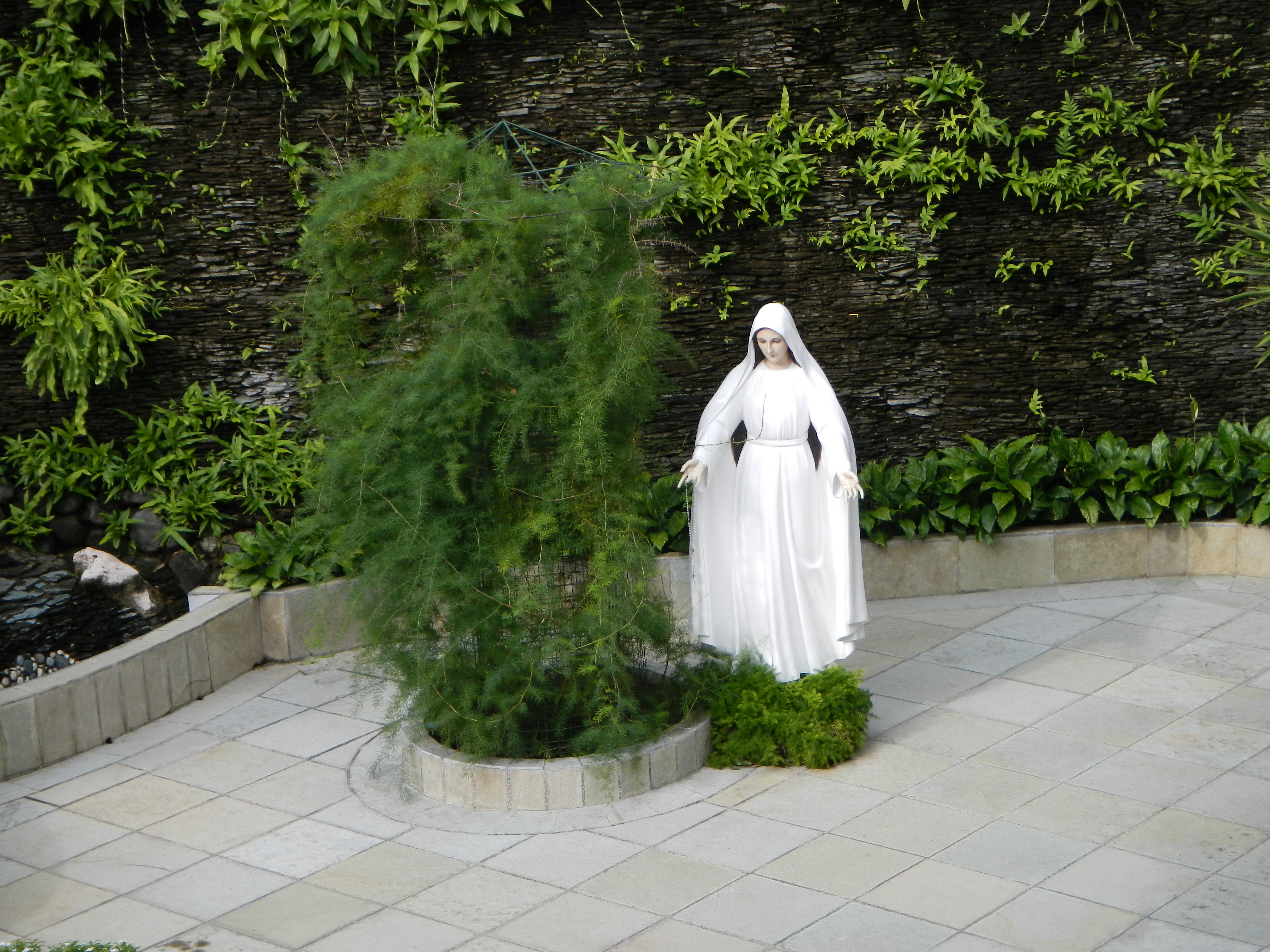
La statue de Notre-Dame de Lipa sur le lieu des apparitions.

La carmélite témoigne de 19 apparitions de la Vierge Marie du 12 septembre au 12 novembre 1948. Au cours d'une des apparitions, des pétales de fleurs rouges, orange et jaunes (ramassés et toujours conservés aujourd'hui) sont « tombés du ciel » en pluie sous les yeux de l’évêque et des religieuses carmélites du couvent.
Des personnes rapportent des guérisons en lien avec les apparitions et les pétales de rose, une commission d'enquête est rassemblée, et elle déclare les apparitions comme étant « un canular ». La supérieure du couvent est déplacée, l'évêque du diocèse muté, et Teresita, sous la pression du nouvel archevêché doit stopper son noviciat et quitter le couvent. L'interdiction de faire sortir ou de donner des pétales de rose à quiconque est ordonnée.
L'un des évêques qui avait signé le premier rapport d'enquête en 1951 change d'avis sur son lit de mort et déclare les apparitions comme « authentiques ». Une nouvelle enquête est ouverte en 1991. Le 12 septembre 2015, les apparitions sont officiellement reconnues comme « véridiques » par Mgr Ramon Cabrera Argüelles.
Mais le 31 mai 2016, la Congrégation pour la doctrine de la foi publie un décret estimant que les apparitions de la Vierge à Lipa « ne sont pas authentiques ». En conséquence, le Vatican exige la dissolution « immédiate » de toute commission étudiant encore la question. Après cette publication, Mgr Argüelles a indiqué qu’il ne fera pas appel de ce jugement,.

### Fin de vie
Le rapport négatif sur les apparitions en 1951 amène une série de mesures de la part de l’Église : la carmélite est expulsée du couvent, l'évêque et Mère Prieure du Carmel sont déchargés de leur fonction,.

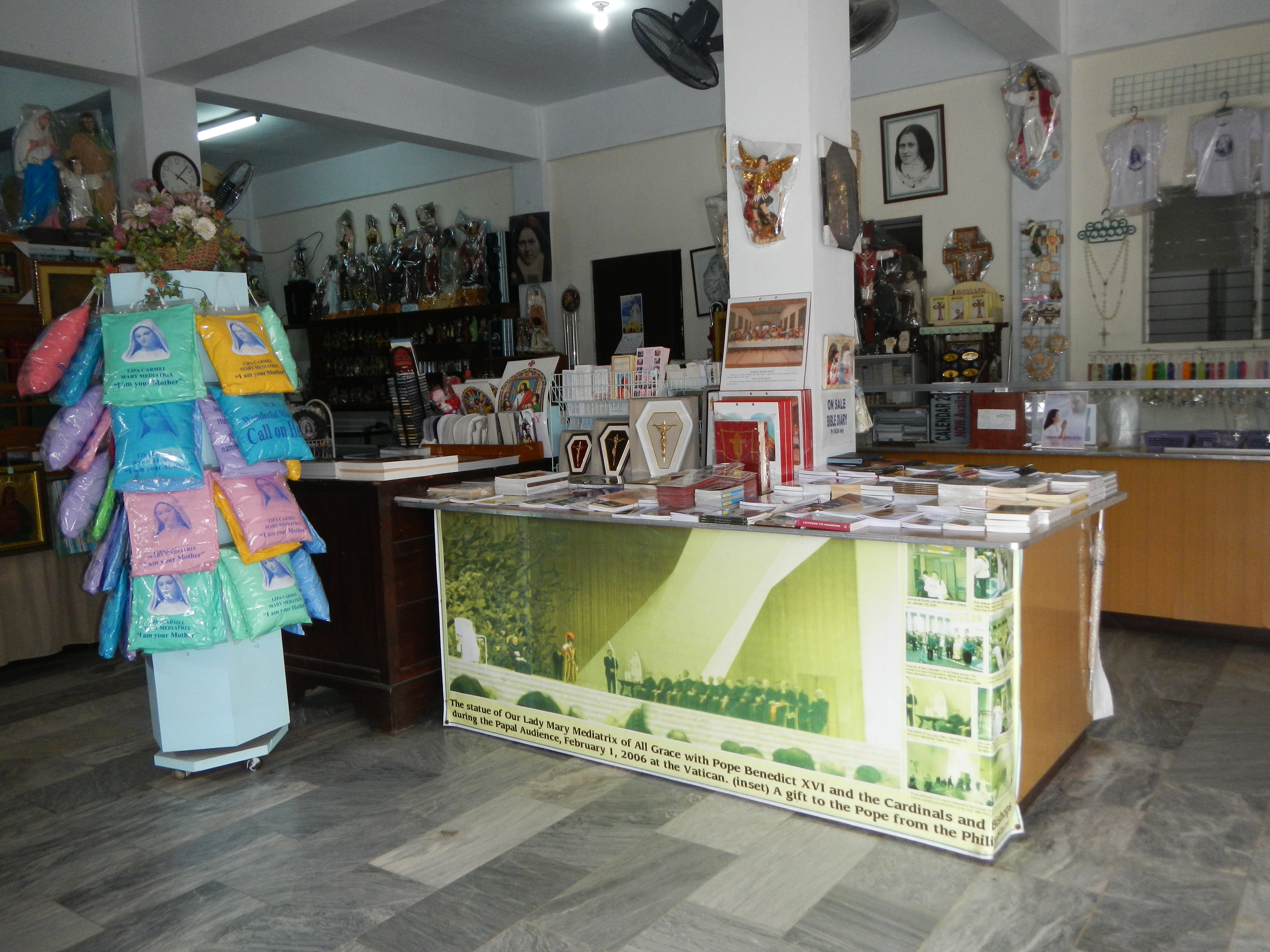
Vue de la boutique, dans le sanctuaire.

Teresita mène ensuite une vie très discrète, plongée dans le silence. Ses apparitions en public sont très rares. La dernière a eu lieu lors de la reconnaissance officielle des apparitions, en septembre 2015. Le 31 mai 2016, la Congrégation pour la doctrine de la foi publie un décret rejetant la reconnaissance officielle des apparitions (faite par l'évêque de Lipa quelques mois plus tôt) et annulant toutes les décisions précédentes.
Teresita décède le 16 novembre 2016 à Lipa. Elle est enterrée à l'extérieur de la clôture monastique du couvent.
Le couvent des Carmélites de Lipa sur le site des apparitions est aujourd'hui l'un des principaux lieux de pèlerinage aux Philippines.

## Sources
- (en) Cet article est partiellement ou en totalité issu de l’article de Wikipédia en anglais intitulé « Teresita Castillo » (voir la liste des auteurs).